# Реково (Лобезький повіт)
Реково (пол. Rekowo, нім. Reckow) — село в Польщі, у гміні Радово-Мале Лобезького повіту Західнопоморського воєводства.
Населення — 253 особи (2011).
У 1975-1998 роках село належало до Щецинського воєводства.

## Демографія
Демографічна структура станом на 31 березня 2011 року:
|          | Загалом | Допрацездатний вік | Працездатний вік | Постпрацездатний вік |
| -------- | ------- | ------------------ | ---------------- | -------------------- |
| Чоловіки | 124     | 34                 | 82               | 8                    |
| Жінки    | 129     | 32                 | 74               | 23                   |
| Разом    | 253     | 66                 | 156              | 31                   |